# Homalanthus remotus
Homalanthus remotus är en törelväxtart som beskrevs av Hans-Joachim Esser. Homalanthus remotus ingår i släktet Homalanthus och familjen törelväxter. Inga underarter finns listade i Catalogue of Life.